# Xyloredo nooi
Xyloredo nooi är en musselart som beskrevs av Turner 1972. Xyloredo nooi ingår i släktet Xyloredo och familjen borrmusslor. Inga underarter finns listade i Catalogue of Life.